# David Hurter
David Hurter I (* 10. März 1770 in Schaffhausen; † 4. Januar 1844 ebenda) war ein Schweizer Buchbinder, Papierverarbeiter und Spielkartenhersteller. Er war eine der prägenden Figuren in der Frühzeit der Spielkartenproduktion im Kanton Schaffhausen.

## Frühe Jahre (1770–1793)
David Hurter wurde am 10. März 1770 in Schaffhausen geboren. Er war der Sohn des Kürschners und Ratsherrn Tobias Hurter und von dessen Ehefrau Maria Elisabetha Spleiss. Über seine Schulzeit ist nichts Näheres bekannt. Er absolvierte eine Lehre als Buchbinder, ein Beruf, den er in den folgenden Jahren zunächst hauptberuflich ausübte.

## Beginn der unternehmerischen Tätigkeit (1793–1802)
Im Jahr 1793 eröffnete David Hurter eine Buchbinderwerkstatt im Haus «zum vordern Maulbeerbaum» an der Vordergasse in Schaffhausen. 1795 warb er in einer Anzeige damit, dass er sich zusätzlich auf das Färben von Papier spezialisiert habe und doppelseitig gefärbtes, glänzendes Postpapier verkaufe. Spätestens 1797 verlegte er sein Geschäft in das benachbarte Haus «zur Lerche», wie ein Inserat vom August desselben Jahres zeigt. Die Firma firmierte zu diesem Zeitpunkt unter dem Namen «David Hurter & Comp», wobei die Identität des Geschäftspartners unklar bleibt. Diese Partnerschaft wurde jedoch 1801 aufgelöst.

## Übergang zur Spielkartenherstellung (ca. 1802–1807)
Ob zu diesem Zeitpunkt bereits Spielkarten produziert wurden, ist nicht belegt. Es wird vermutet, dass eine im Juli 1802 in Bern zur Stempelung eingereichte Lieferung von 144 Spielkarten aus seiner Werkstatt stammen könnte. Ein expliziter Hinweis auf Spielkarten findet sich jedoch erst ab 1807. Im Oktober 1807 bot Hurter gemeinsam mit dem Bierbrauer Johann Jacob Sigerist (1748–1809) Spielkarten unterschiedlicher Sorten (Tarock, französische und deutsche Karten) zum Verkauf an.

## Kooperation mit Forster (1808–1809)
Im März 1808 wurde unter der Firma «Forster älter & Comp.» eine Karten-, Papier- und Chagrinfabrik gegründet. Partner waren Johann Michael Forster (1781–1840), Sohn der Eigentümerin der Schaffhauser Papierfabrik, und David Hurter. Die Produktion wurde in einem umgebauten Gebäude im sogenannten «Steinbruch» eingerichtet. Hurter leitete die Kartenproduktion als «Director». Laut einem Brief aus dem Jahr 1809 waren dort rund 40 Personen mit der Herstellung von Spielkarten und gefärbten Papieren beschäftigt, wobei diese Zahl vermutlich übertrieben ist.
Die Kooperation war wirtschaftlich nicht erfolgreich. Nach einem Jahr wies die Firma ein Defizit von 1500 Gulden aus. Am 15. März 1809 wurde die Gesellschaft aufgelöst. Hurter verzichtete auf Ansprüche und erhielt im Gegenzug sein Werkzeug zurück.

## Eigenständige Kartenproduktion und geschäftlicher Aufbau (1810–1828)
Nach der Auflösung der Forster’schen Kartenfabrik nahm Hurter im April 1810 die Kartenproduktion im Haus «zum Störchlein» an der Rheinstrasse wieder auf. 1812 zog er mit seiner Werkstatt in das Haus «zum schwarzen Schäflein» in der Neustadt. Spätestens ab 1814 beschäftigte er auch weibliche Hilfskräfte. Neben Spielkarten bot er weiterhin gefärbte Papiere an. In einer Anzeige von 1814 bezeichnete er sich als ehemaliger Direktor der Forster’schen Fabrik und betonte sein umfassendes Angebot.
Am 4. Februar 1824 konnte Hurter das Wohn- und Geschäftshaus «zum obern Schenkel» in der Neustadt erwerben. Laut Steuerunterlagen hatte sich seine wirtschaftliche Lage bis dahin deutlich verbessert. In seinem Unternehmen arbeiteten auch seine Söhne David (aus erster Ehe) und Johann David (aus zweiter Ehe), ein Buchbinder und ein Lehrling.
In einer amtlichen Übersicht von 1828 wurde Hurter als einziger Unternehmer in der Rubrik «Spielkarten und gefärbte Papiere» in Schaffhausen genannt.

## Konkurrenz und Konsolidierung (ab 1828)
Im Jahr 1828 entstand in Schaffhausen eine zweite Kartenfabrik, gegründet von Johann Bernhard Zündel (1791–1863). Trotz der Konkurrenz blieb Hurter mit seiner Produktion am Markt und konnte seine Tätigkeit fortsetzen. Die genaue Konkurrenzsituation und etwaige wirtschaftliche Auswirkungen auf Hurters Unternehmen sind nicht im Detail dokumentiert.

## Familie
David Hurter I war zweimal verheiratet.
Seine erste Ehe mit Anna Maria Meister (1766–1840) wurde 1794 geschlossen und 1806 geschieden. Aus dieser Verbindung stammt ein Sohn, David Hurter. 1807 heiratete Hurter in zweiter Ehe Elisabeth Spahn (1789–1879). Aus dieser Ehe ging Johann David Hurter (1807–1885) hervor, der als David Hurter II die Kartenfabrikation fortführte.

## Lebensabend und Tod (1830–1844)
In den 1830er Jahren wurde David Hurter I zunehmend von seinem Sohn Johann David Hurter (später: David Hurter II) im Betrieb unterstützt. Nach dem Tod des Vaters am 4. Januar 1844 übernahm David Hurter II die Leitung des Unternehmens und führte es weiter.